# 1897 în artă
← 1894 în artă — 1895 în artă — 1896 în artă ——  1897 în artă  —— 1898 în artă — 1899 în artă — 1900 în artă →
1897 în artă implică o serie de evenimente:

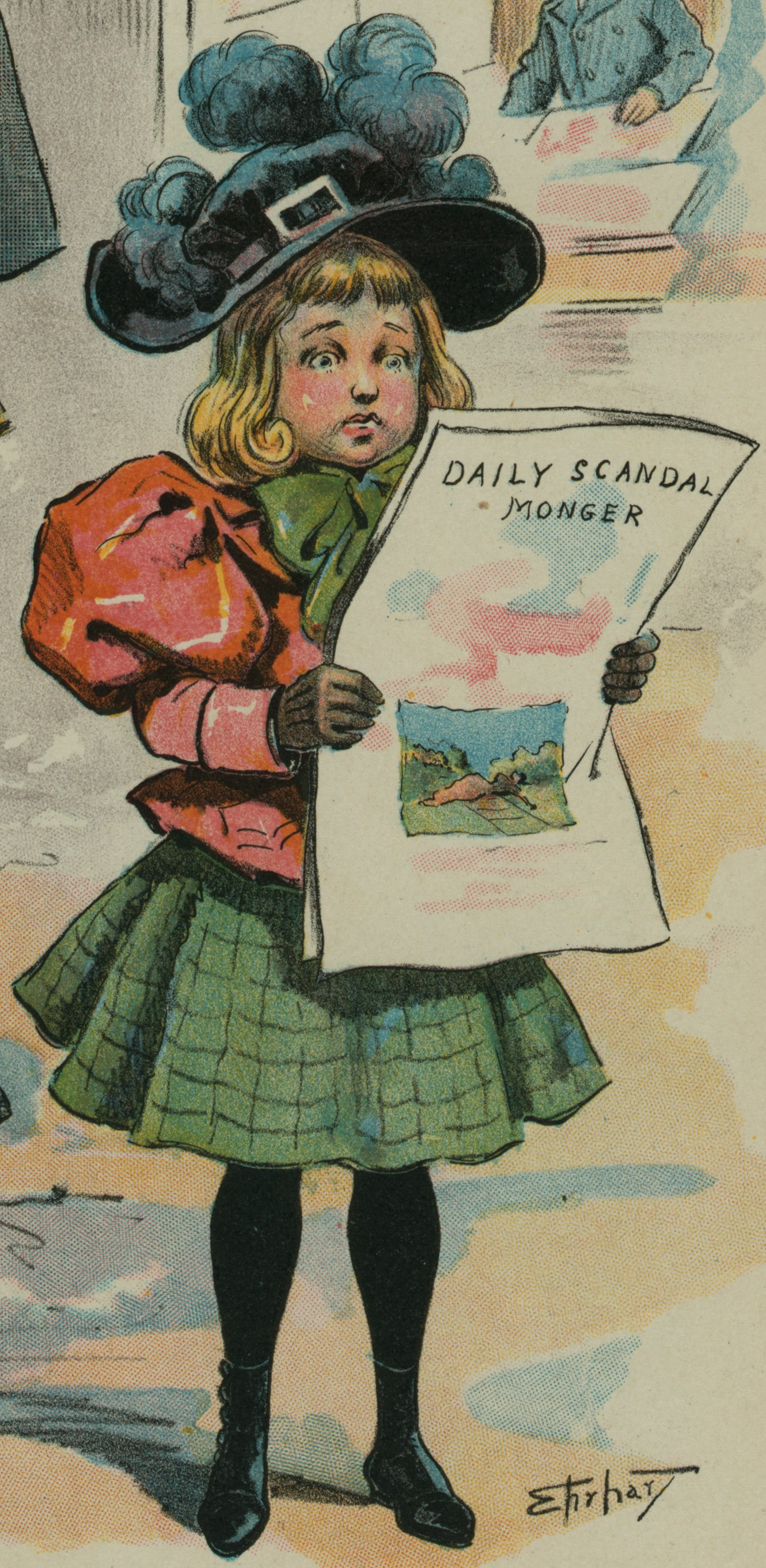
1897 — Critica jurnalismului în 1897 (detaliu)

## Decese
- 1 ianuarie
- 31 ianuarie
- 6 februarie  —
- 10 martie —
- 10 septembrie —
- 3 noiembrie —
- 15 noiembrie –
- 12 decembrie

## Nașteri
- 1 ianuarie
- 31 ianuarie
- 4 martie –
- 15 aprilie –
- 17 mai
- 30 iunie
- 6 iulie  —
- 10 august —
- 3 septembrie —
- 19 septembrie —
- 3 octombrie —
- 15 noiembrie —
- 31 decembrie —

## Galerie de imagini

Lucrări reprezentative
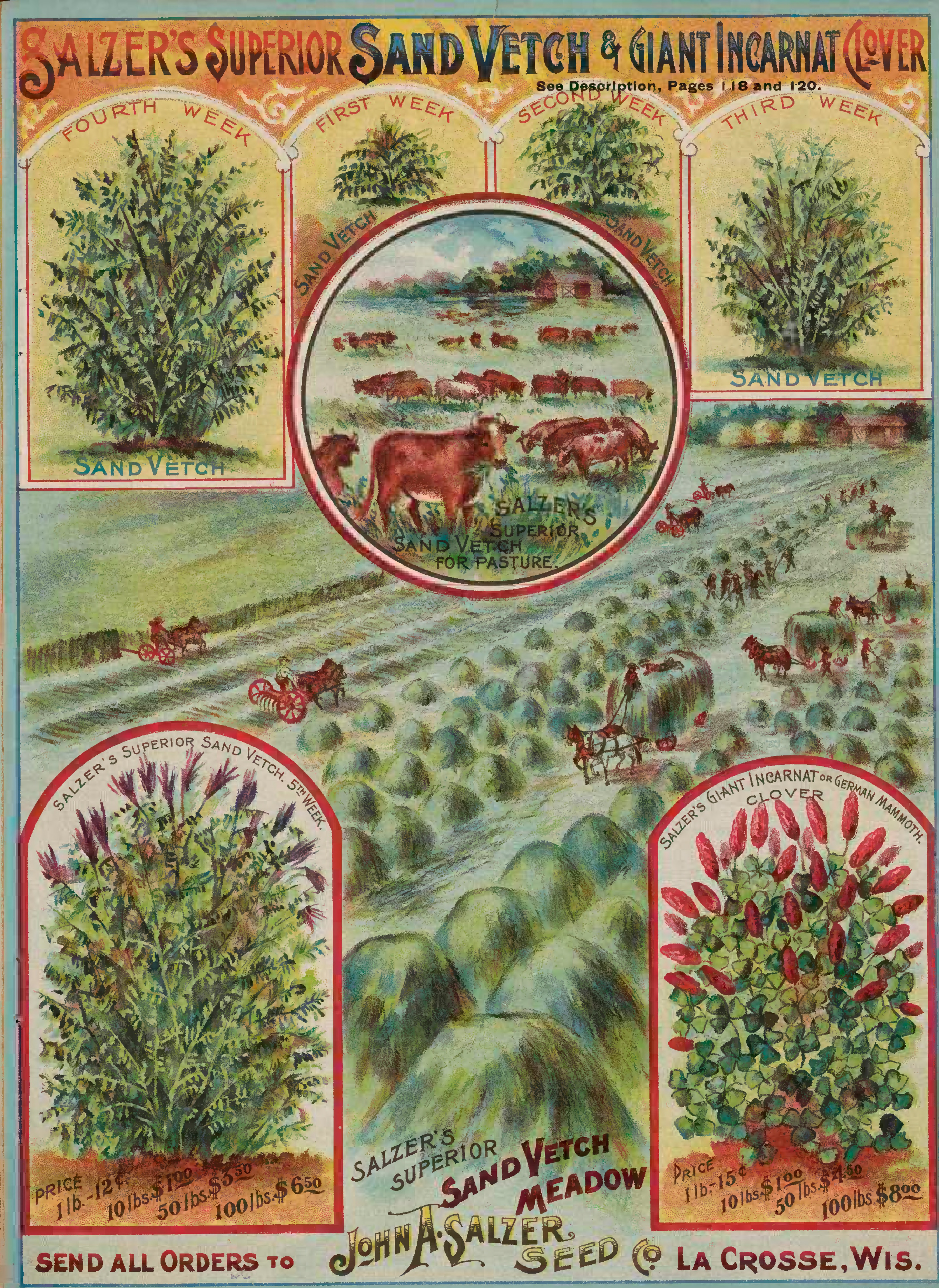
1897 – John A. Salzer (Seed Co.) - Primvară 1897
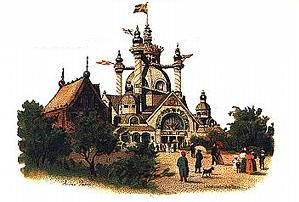
1897 – Poster de promulgare a Expoziției generale de artă și industrie din Stockholm, 1897
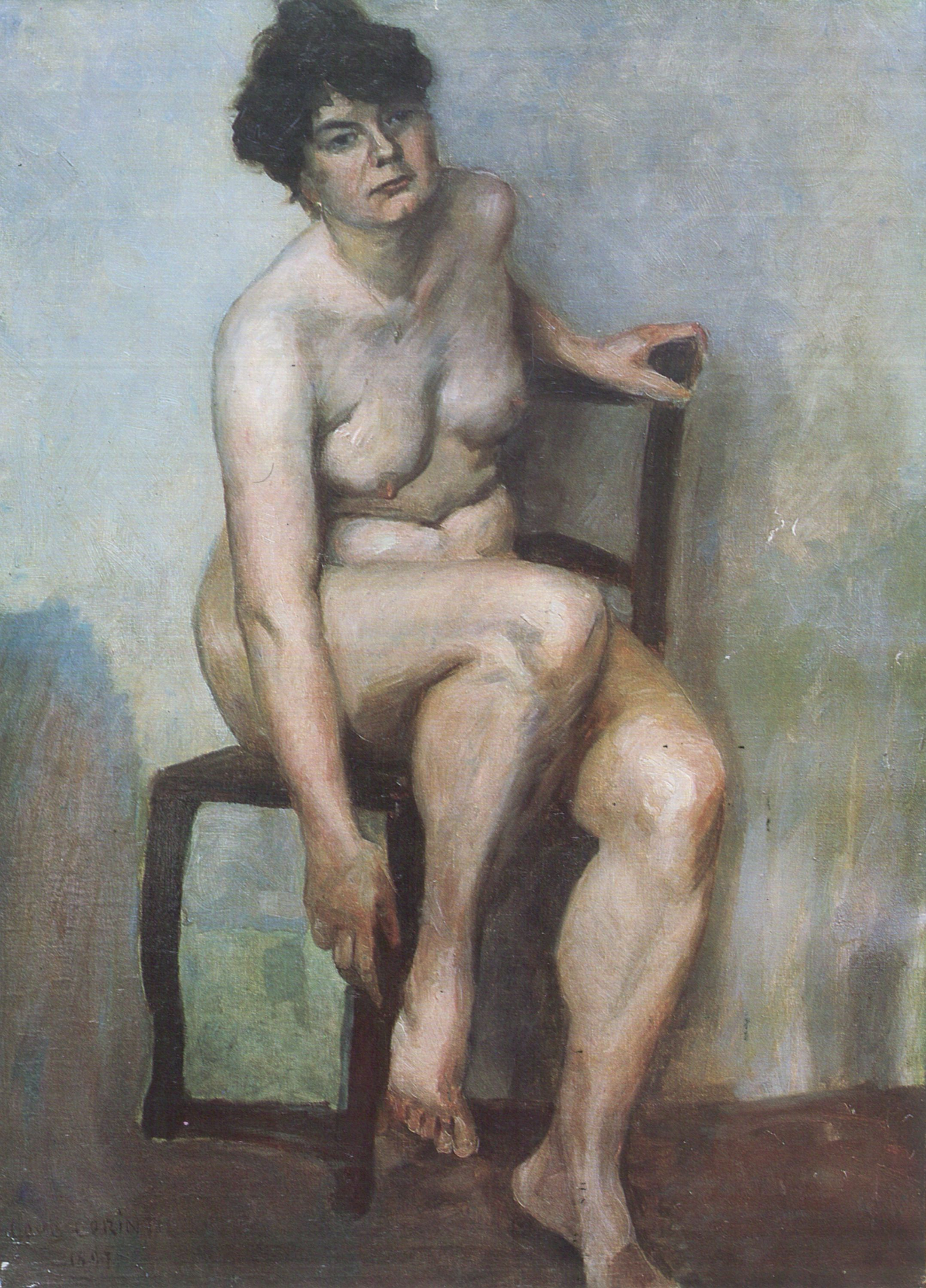
1897 – Lovis Corinth - Act feminim (în germană Frauenakt)
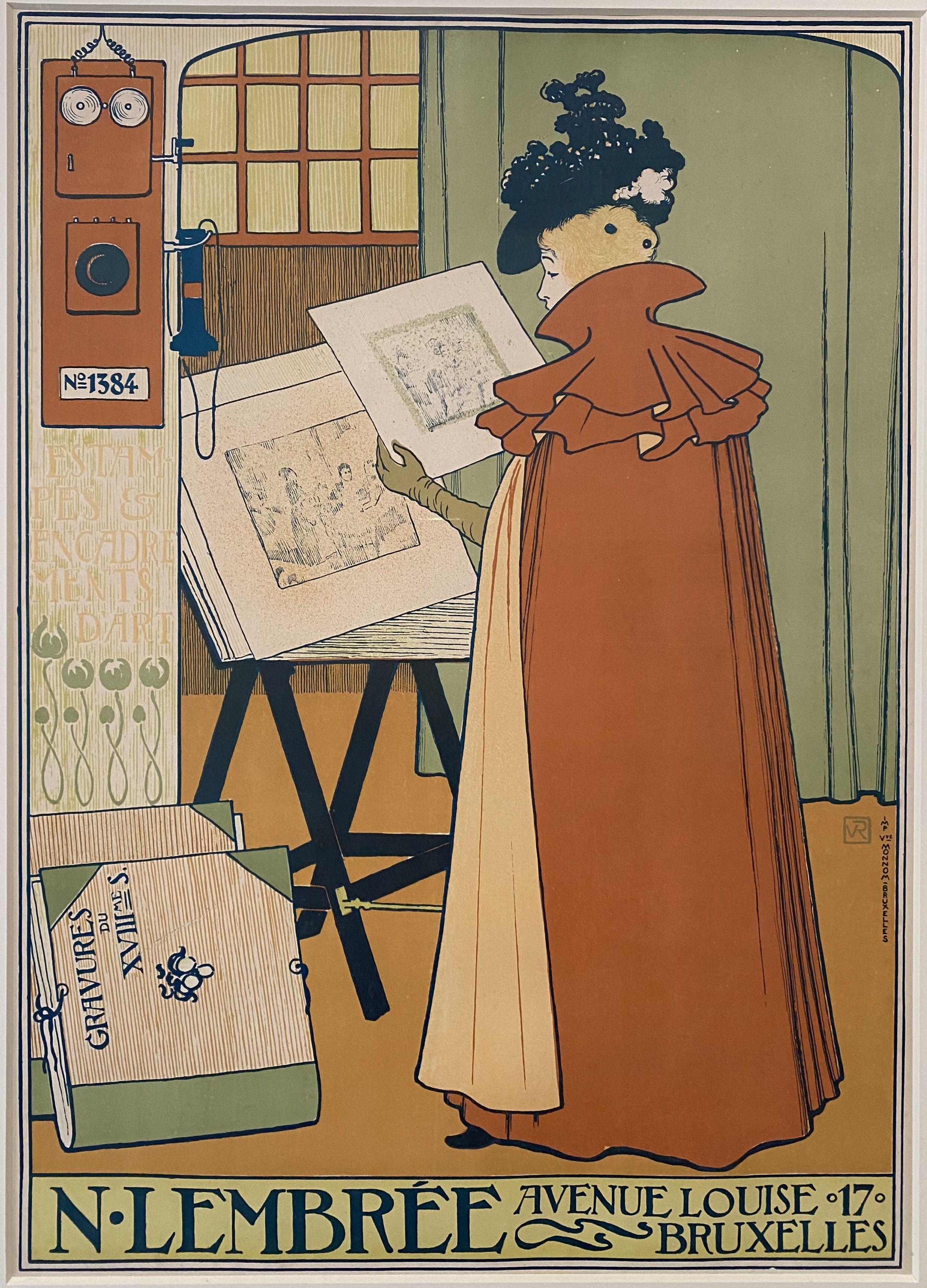
1897 – Theo van Rysselberghe (1862 - 1926) – Lucrare în stil Art Nouveau, realizată pentru Galeria Lembrée (Belgia)
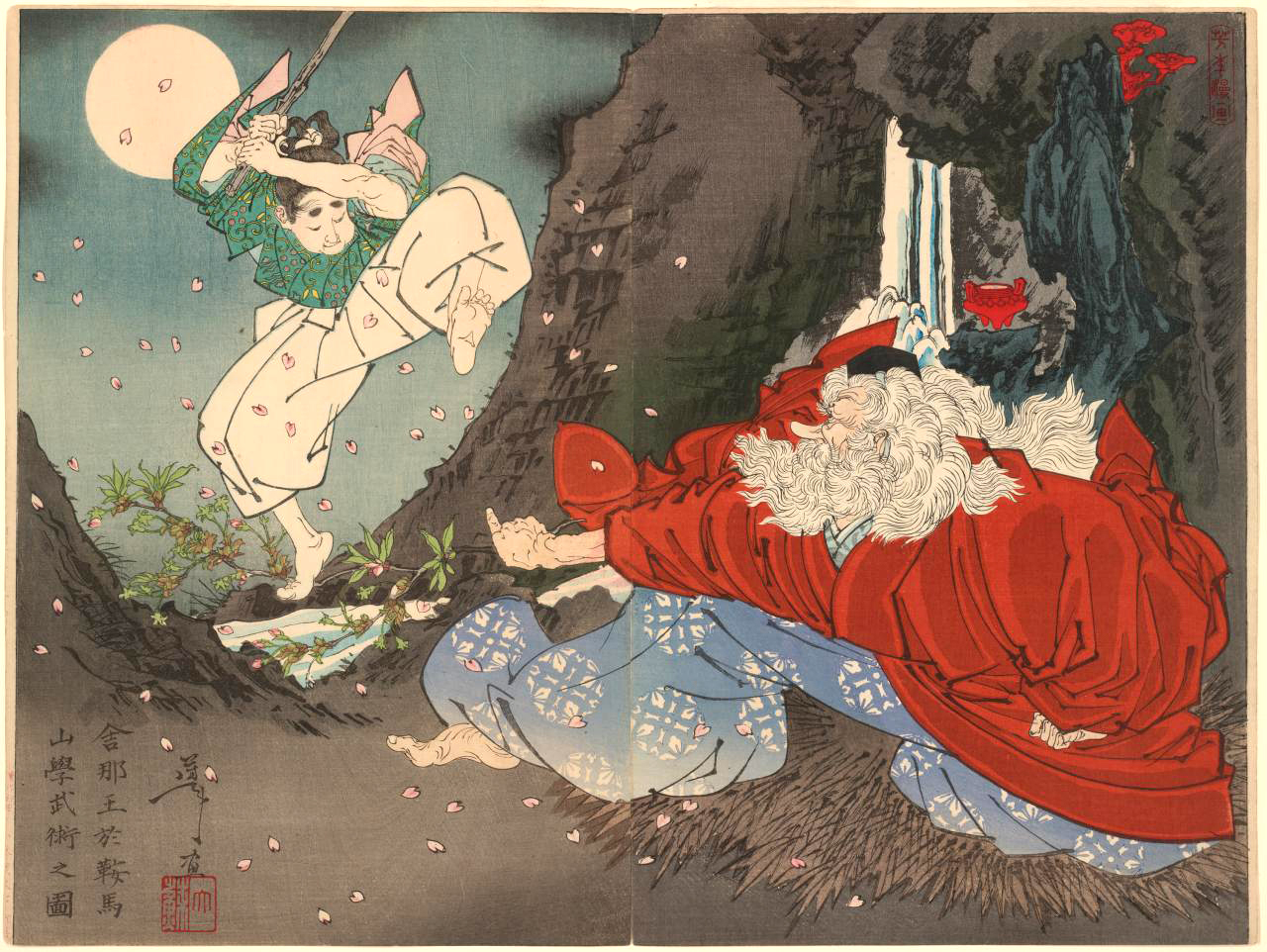
1897 – Yoshitoshi Sojobo - Yoshitoshi Sojobo Îi dă instructiuni lui Yoshitsune în utilizarea sabiei (în engleză Yoshitoshi Sojobo Instructs Yoshitsune in the Sword)